# Cerro Macho
Cerro Macho är en ort i Mexiko.   Den ligger i kommunen San Bartolo Tutotepec och delstaten Hidalgo, i den sydöstra delen av landet, 140 km nordost om huvudstaden Mexico City. Cerro Macho ligger 1 384 meter över havet och antalet invånare är 156.
Terrängen runt Cerro Macho är bergig österut, men västerut är den kuperad. Runt Cerro Macho är det ganska tätbefolkat, med 56 invånare per kvadratkilometer. Närmaste större samhälle är San Bartolo Tutotepec, 7,2 km öster om Cerro Macho. I omgivningarna runt Cerro Macho växer i huvudsak blandskog.